# Петре Ауреліан
Петре Ауреліан (рум. Petre Sebeşanu Aurelian, 13 грудня 1833, Слатіна — 24 грудня 1909, Бухарест) — румунський економіст, публіцист, державний діяч, прем'єр-міністр Румунського королівства з 2 грудня 1896 до 12 квітня 1897 року. Президент Румунської академії (1900–1904).

## Біографія
Закінчив коледж «Sfântul Sava» в Бухаресті. Потім в 1856–1860 навчався у Франції у Вищій школі агрономії Grignon. Після повернення на батьківщину, працював інженером в Міністерстві громадських робіт, був професором в сільськогосподарській школі Pantelimon, а також редактором видань «Monitorul» і «Agronomia».
Ініціатор і керівник численних економічних і науково-культурних товариств в Румунії. Обирався депутатом, сенатором, президентом Сенату (1896), мером Бухареста (1895). Був міністром громадських робіт (1877–1878 і 1887–1888), міністром сільського господарства і освіти (1882–1884), міністром внутрішніх справ (1897). Один з організаторів вищої сільськогосподарської освіти і наукових економічних досліджень в Румунії. Будучи прихильником аграрної реформи 1864, виступав за модернізацію сільського господарства і поліпшення становища селянства. Одночасно боровся за промисловий розвиток країни. Був засновником і керівником періодичних видань: «Моніторул комунелор» («Monitorul comunelor»), «Агрономія» («Agronomia»), «Ревісте штінціфіке» («Revista stintifica»), «Економія рурале» («Economia rurala»), «Економіка націонале» («Economica nationala»). Автор багатьох статей і наукових робіт.
В 1871 hjws Ауреліан був обраний членом Румунської академії і був її президентом в 1900–1904 роках.
Помер 24 грудня 1909 року в Бухаресті.

## Вибрані публікації
- Catehismul economiei politice. Buc., 1869;
- Terra nostra, Buc., 1875; 1880;
- Cum se poate fonda industriam Romania, Buc., 1881;
- Schite asupra starii economice a Romaniei" m secolue el XVIII lea. Buc., 1882;
- Politica noastra comerciala fata cu conventiile de comert. Buc., 1885;
- Elemente de economie politica. Buc., 1888;
- Politica noastra vamala, Buc., 1890;
- Espositiuneanationala de arte si industrie de la Moseva, Buc. 1883;
- Citeva pagini din economia rurala a Rusiei, Buc., 1886;
- Opere economice. Texte alese, Buc., 1967